# Tomasz Hrehorowicz
Tomasz Hrehorowicz – polski aktor teatralny, działający w latach 1793-1807.  
Był mężem Heleny Hrehorowicz i ojcem Barbary Anczyc, żony aktora Zygmunta Anczyca (1783-1855) i matki poety Władysława Ludwika Anczyca (1823-1883). Występował w zespole Dominika Morawskiego (lit. Dominykas Moravskis) w 1793 w Grodnie, w 1796 w Wilnie, gdzie pomagał dyrektorowi w przebudowie budynku założonego przez Wojciecha Bogusławskiego wileńskiego Teatru Miejskiego (lit. Vilniaus miesto teatras) znajdującego się wówczas w dawnym Pałacu Radziwiłłów. W teatrze wileńskim występował do 1807. Należał do wybitniejszych aktorów zespołu. 